# World Professional Billiards and Snooker Association
World Professional Billiards and Snooker Association (ang. Światowy Związek Profesjonalnego Bilarda i Snookera) – międzynarodowa organizacja sportowa zajmująca się tworzeniem zasad oraz zarządzaniem oficjalnymi imprezami sportowymi związanym ze snookerem i bilardem. WPBSA zostało założone w 1968 w Bristolu w Anglii.